# GO-112
A GO-112 é uma rodovia estadual brasileira que liga Sítio d'Abadia/GO a Monte Alegre de Goiás/GO.
A GO-112, que dista cerca de 265 km de Sítio d'Abadia, no sentido norte. A rodovia passa por diversos municípios, pontes e regiões do nordeste goiano, incluindo Iaciara. A estrada tem 124 km de seus 265 km asfaltados.
Informações mais detalhadas sobre a rodovia podem ser obtidas no mapa multimodal do Departamento Nacional de Infraestrutura de Transportes (DNIT).

## Percurso[2]
- Início: divisa entre o estado de Tocantins e Goiás.
- Povoados percorridos: Prata, New Rome, Iaciara, Alvorada do Norte e Vila Capão.
- Término: Sítio d'Abadia na divisa do estado de Goiás com o estado de Minas Gerais.